# Stan psychiczny
Stan psychiczny to element procesu psychicznego. Składają się na niego stan emocjonalny (afekt i nastrój), napęd, procesy poznawcze, tożsamość, percepcja siebie i zachowanie. Prawidłowy stan psychiczny można scharakteryzować jako: przytomność, spokój, dostosowany nastrój, świadomość, zachowaną uczuciowość wyższą i zwartą osobowość. Korelacja między stanem psychicznym a zdrowiem fizycznym jest silna; problemy psychiczne mogą bowiem zwiększać ryzyko różnych chorób, np. nadczynności tarczycy, astmy oskrzelowej, nadciśnienia tętnicznego, czy atopowego zapalenia skóry. W porównaniu ze zdrowiem psychicznym (które jest długotrwałym dobrostanem i równowagą psychiczną), stan psychiczny ma charakter bardziej chwilowy, przemijający.